# Sakura (muzyk)
Yasunori Sakurazawa (jap. 櫻澤 泰徳 Sakurazawa Yasunori) znany jako Sakura (ur. 20 listopada 1969 w tokijskiej dzielnicy Nerima, Japonia) – japoński muzyk grający głównie na perkusji.
Sakura urodził się jako najmłodsze z trójki dzieci. Jako dziecko zaczął brać lekcje gry na fortepianie. W gimnazjum zainteresował się muzyką rockową. Początkowo grał na gitarze, ale szybko zamienił ją na perkusję.
W czasie nauki w szkole Sakura grał w trzech różnych zespołach. Od 1993 do 1997 był muzykiem grupy L’Arc-en-Ciel. W 1999 został liderem Zigzo (zespół rozpadł się w 2002). Obecnie gra w zespole Sons of All Pussys, a od 2005 w Tamamizu. Od lipca 2005 jest gitarzystą grupy Lion Heads.
Sakura jest autorem dwóch książek. Jedna – SakuraのDrumworks Quick Reference – poświęcona jest grze na perkusji, natomiast druga jest jego autobiografią – Sakurazawa no honki.